# جاك نيكلسون
جون جوزيف نيكلسون (بالإنجليزية: John Joseph Nicholson) (مواليد 22 أبريل 1937) هو ممثل ومخرج أفلام أمريكي، يعتبر واحد من أعظم الممثلين في تاريخ السينما، وهو من أكثر الممثلين الذكور حصولاً على جائزة الأوسكار في التاريخ التي رُشح لها 12 مرة وفاز بها ثلاث مرات، والأدوار التي حصل بها على الجائزة هي: جائزة أفضل ممثل رئيسي مرتين، في عام 1975 عن دوره في (وطار فوق عش المجانين)، وعام 1997 في فيلم (أفضل ما يمكن حصوله)، وجائزة أفضل ممثل ثانوي عام 1983 عن دوره في فيلم (شروط إظهار العاطفة). وقد حصل على جائزة الغولدن غلوب 6 مرات.
عُرف بتقديمه للشخصيات غير التقليدية وغريبة الأطوار. لعب مجموعة واسعة من أدوار البطولة والأدوار المساعدة في مختلف الأنواع، بما في ذلك الكوميديا الساخرة والرومانسية، والأدوار المظلمة كأدوار الشر والشخصيات المختلة نفسيا. في العديد من أفلامه لعب دور «المتمرد دائما، المتهكم التائه»، شخصيات ثائرة ضد الهيكل الاجتماعي.

## النشأة
وُلد جون جوزيف نيكلسون في 22 أبريل 1937 في نبتون، نيوجيرسي،  وهو ابن راقصة استعراضية تُدعى جون فرانسيس نيكلسون (اسمها الفني جون نيلسون؛ 1918–1963).  كانت والدة نيكلسون من أصول إيرلندية وإنجليزية وألمانية وويلزية. وقد عرَّف نيكلسون نفسه كإيرلندي، مشبِّهًا نفسه بالكاتب المسرحي أوجين أونيل، الذي قام بتجسيد شخصيته في فيلم ريدز عام 1981، حيث قال: «لا أقول إني بقدر ما كان مظلمًا … لكنني كاتب، وأنا إيرلندي، وواجهت مشاكل مع عائلتي.» 
تزوجت والدته من رجل استعراض إيطالي-أمريكي يُدعى دونالد فورسيلو (اسمه الفني دونالد روز؛ 1909–1997) في عام 1936، قبل أن تدرك أنه كان متزوجًا بالفعل. :8 وقد ذكر كاتب السيرة الذاتية باتريك ماكغيليغان في كتابه حياة جاك أن إددي كينغ، الذي وُلد في لاتفيا (واسمه الأصلي إدجار أ. كيرشفيلد)،  وهو مدير أعمال جون، قد يكون والد نيكلسون البيولوجي، وليس فورسيلو. وتشير مصادر أخرى إلى أن جون نيكلسون لم تكن متأكدة من هوية والد ابنها. 
لأن جون كانت تبلغ من العمر 17 عامًا فقط ولم تكن متزوجة، وافق والداها على تربية نيكلسون كابنهما دون الكشف عن نسبه الحقيقي، حيث أدت جون دور أخته.  في عام 1974، اكتشف باحثون من مجلة تايم وأبلغوا نيكلسون بأن أخته جون كانت في الواقع والدته، وأن أخته الأخرى، لورين، كانت في الحقيقة خالته. في ذلك الوقت، كانت والدته وجدته قد توفيتا (في عامي 1963 و1970 على التوالي). وعند معرفته بالأمر، قال نيكلسون إنها كانت «حادثة درامية إلى حد كبير، لكنها ليست ما أصفه بالصادمة … فقد كنت قد تشكلت نفسيًا بشكل جيد.» 
نشأ نيكلسون في نبتون بولاية نيوجيرسي.  قبل التحاقه بالمدرسة الثانوية، انتقلت عائلته إلى شقة في منطقة سبرينغ ليك في نيوجيرسي.  وكان يُعرف بين أصدقائه في المدرسة الثانوية بلقب «نيك». التحق بمدرسة ماناسكوان الثانوية القريبة، حيث اختير كـ«مهرج الصف» من قبل دفعة عام 1954. وقد كان في الاحتجاز المدرسي كل يوم طوال سنة دراسية كاملة.  تكريمًا له، أُطلق اسمه على مسرح وجائزة للدراما في المدرسة. في عام 2004، حضر نيكلسون لقاء الذكرى الخمسين لتخرجه من المدرسة الثانوية برفقة خالته لورين. 

## مسيرته الفنية

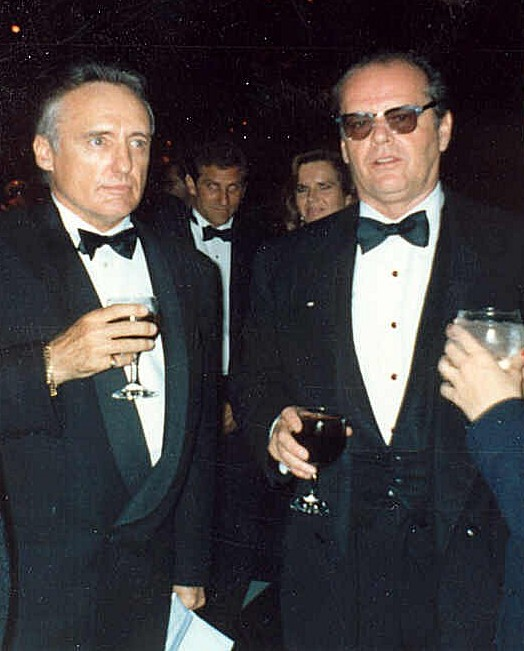
دينيس هوبر وجاك نيكلسون في حفل توزيع جوائز الأوسكار الثاني والستين.

### البدايات
كانت بدايات نيكلسون مع هوليوود في عام 1954، وعمره لا يتجاوز 17 عاما. وكانت البداية عن طريق الصدفة. حيث كان نيكلسون ذاهبا لزيارة أخته في لوس أنجلوس (المكان الذي توجد به هوليوود)، فحصل على وظيفة سكرتير لدى استوديو إنتاج أفلام كرتون تابع لشركة مترو غولدوين ماير (MGM) المعروفة. وكان يعمل بالتحديد عند الرسامين الشهيرين ويليام هانا وجوزيف باربيرا صاحبي فكرة أفلام توم وجيري. وعرضا عليه أداء أصوات للرسوم المتحركة لكنه رفض، وقال أن طموحه هو التمثيل.
بعد ذلك قام نيكلسون بالتدرب على التمثيل مع مجموعة من أصدقائه. ثم حصل على أدوار صغيرة على المسرح والتلفزيون. ثم كانت البداية في عالم السينما سنة 1958، في فيلم شبابي متواضع التكلفة بعنوان (قاتل الطفل الباكي). وقام فيه بدور البطولة. كان الفيلم من إنتاج المنتج روجر كورمان. وتوطدت علاقة الممثل الشاب نيكلسون مع المنتج كورمان. فكانت أفلام نيكلسون في السنوات العشر التالية غالبا من إنتاج كورمان.
عمل نيكلسون في بداياته أيضا مع المخرج مونتي هيلمان، في بطولة عدة أفلام كاوبوي (بالإنجليزية: Western) منخفضة التكلفة. ولم تجد بعض هذه الأفلام شركة توزيع تقبلها في الولايات المتحدة، فتم عرض هذه الأفلام في فرنسا وقد حققت نجاحا هناك.
بعد عدة سنوات من بداية نيكلسون كممثل، لم تحقق أفلامه نجاحا كبيرا. فقرر نيكلسون التوجه إلى الكتابة والإخراج. وقام بكتابة سيناريو خمسة أفلام حتى تلك المرحلة. لم تحقق أيضا نجاحا كبيرا.

### بدايات النجاح
وفي عام 1969، حقق نيكلسون انطلاقة كبيرة، وكانت بدايته الحقيقية في مجال التمثيل، حيث شارك في بطولة فيلم (السائق البسيط)، (Easy Rider)، مع بيتر فوندا من إخراج دينيس هوبر. لعب نيكلسون في الفيلم دور المحامي السكير جورج هانسون، وحصل أداؤه على استحسان النقاد ورشح لجائزة الأوسكار لأول مرة. وحقق الفيلم إيرادات عالية جدا حيث تجاوزت الأرباح 40 مليون دولار.
يقول نيكلسون نفسه عن أهمية فيلم (السائق البسيط) في حياته المهنية: «كل الأفلام التي قدمتها قبل فيلم (السائق البسيط)، كانت عبارة عن محاولات ممثل مبتدئ يحاول شق طريقه في عالم السينما».
استمر نجاح نيكلسون في السينما. في السنة التالية، 1970، قام ببطولة فيلم (خمس قطع سهلة)، (Five Easy Pieces)، بمشاركة الممثلة كارين بلاك. وقد حصل نيكلسون للمرة الثانية على ترشيح لجائزة الأوسكار. حققت الشخصية التي أداها نيكلسون في الفيلم انطباعا جيدا لدى الجمهور والنقاد. وهي شخصية (بوبي دوبيا) غريب الأطوار العامل في أحد حقول النفط. يقول الناقد السينمائي المعروف روجر إيبرت عن تأثير هذه الشخصية: «شخصية (بوبي دوبيا) لا يمكن أن تنسى على الإطلاق. وهي من أهم الشخصيات في تاريخ الأفلام الأمريكية».

### النجاح والفوز بالأوسكار
بعد نجاح فيلم (خمس قطع سهلة) أصبح نيكلسون ممثلا بارزا في هوليوود. وأصبح النقاد يشبهونه بالممثلين المشهورين مارلون براندو وجيمس دين. في نفس السنة شارك نيكلسون أيضا في دور ثانوي في الفيلم الغنائي الكوميدي الناجح (ترى جيدا في اليوم الصحو) (On a Clear Day You Can See Forever) مع المخرج فنسنت مينيلي والممثلة باربرا سترايساند. شارك بعدها في بطولة الفيلم الكوميدي (علاقات جسدية) (Carnal Knowledge) مع المخرج مايك نيكولز ورشح لجائزة غولدن غلوب لأفضل ممثل.
في عام 1973، عمل نيكلسون دور البطولة في فيلم مع المخرج هال آشبي بعنوان (آخر التفاصيل)، (The Last Detail)، بمشاركة الممثل راندي كويد. وفاز نيكلسون عن دوره في الفيلم بجائزة أفضل ممثل في مهرجان كان السينمائي. وأظهر نيكلسون قدراته الفنية بشكل واضح في هذا الفيلم.
في السنة التالية، 1974، قدم نيكلسون فيلم الإثارة والجريمة المشهور (الحي الصيني)، (Chinatown)، من إخراج صديقه المخرج البولندي رومان بولانسكي ومشاركة الممثلة فاي دوناوي إضافة إلى الممثل والمخرج المعروف جون هيوستن. وحصل نيكلسون على ترشيح للمرة الرابعة لأفضل ممثل لجائزة الأوسكار. ووصف النقاد أداءه في الفيلم بالنقلة النوعية.
في سنة 1975 قدم نيكلسون أحد أبرز أفلامه وهو (أحدهم طار فوق عش الوقواق)، (One Flew Over the Cuckoo's Nest)، من إخراج المخرج التشيكي ميلوش فورمان. فاز نيكلسون بأول جائزة أوسكار لأفضل ممثل. وحصل الفيلم على خمس جوائز أوسكار وأصبح من أهم الأفلام التي أنتجتها هوليوود حتى اليوم. وصفت الكاتبة ماري برينر أداء نيكلسون والفيلم:
في نفس السنة عمل مع المخرج الإيطالي الشهير مايكل أنجلو أنطونيوني في فيلم (المسافر). بعدها شارك في دورين ثانويين في فيلمين، أحدهما مع المخرج المعروف إليا كازان والممثل روبرت دي نيرو بعنوان (التاجر الأخير) المقتبس عن رواية لفرنسيس سكوت فيتسجيرالد، والآخر مع الممثل المعروف مارلون براندو بعنوان (إجازات ميسسوري) الذي عمل فيه نيكلسون خصيصا من أجل التمثيل مع مارلون براندو الذي كان يعتبره مصدر إلهام له في شبابه، حيث يذكر أنه شاهد فيلم على الواجهة البحرية أربعين مرة.

### الثمانينات
في 1980 قدم نيكلسون أحد أشهر أدواره في فيلم الرعب الشهير الإشعاع (The Shining) مع المخرج المعروف ستانلي كوبريك والمقتبس عن رواية الكاتب ستيفن كينغ. كان نيكلسون خيار كوبريك الأول للعب دور البطولة، على الرغم من أن مؤلف الكتاب، ستيفن كينغ، أراد «رجلا عاديا» ليلعب الدور. وكان كوبريك مقتنعا باختياره، ووصف جودة تمثيل نيكولسون بأنها «على قدم المساواة مع أعظم النجوم في الماضي، مثل سبنسر تريسي وجيمس كاغني».
في أثناء التصوير وخارجه، كان نيكولسون دائما متقمصا الشخصية، وإذ شعر كوبريك بأنه واثق من أنه يحفظ نصه بما فيه الكفاية، فقد شجعه على الارتجال وتجاوز النص. على سبيل المثال، ارتجل نيكولسون الجملة الشهيرة «هاهو جوني!»، إضافة إلى المشهد الذي كان يجلس فيه إلى الآلة الكاتبة وأطلق العنان لغضبه على زوجته بعد أن اكتشفت أنه قد جن عندما نظرت إلى كتابته جملة مكررة «العمل دائما وعدم اللعب يجعل جاك صبيا مملا».
في 1981 قام ببطولة فيلم (رجل البريد يقرع الباب مرتين) المقتبس عن رواية لجيمس كاين، وشارك في فيلم (حمر) مع المخرج والممثل وارن بيتي. في 1982 شارك في فيلم (الحدود) مع المخرج توني ريتشاردسون. عام 1983 شارك في فيلم (شروط إظهار العاطفة) للمخرج جيمس بروكس وحصل على ثاني جائزة أوسكار له.
في 1985 قدم فيلم (شرف بريتزي) مع المخرج جون هيوستن الذي قال أن نيكلسون «كان يستظهر الكتاب، وقد أعجبني في مشهد تلو الآخر، وقد التأم الفيلم إلى حد كبير بعد أن صور أول لقطات له». شارك في دور صغير مع المخرج جيمس بروكس في فيلم أخبار الإذاعة عام 1987. وفي نفس العام قدم الفيلم الناجح السحرة من إيستويك مع المخرج جورج ميلر، وفيلم (Ironweed) مع الممثلة ميرل ستريب.
في 1989 لعب نيكلسون دور الجوكر في فيلم (باتمان). وقد اشترط نيكلسون إضافة إلى الراتب الحصول على نسبة من عائدات الفيلم التي كانت عالية جدا. ويعتبر من أبرز من أدى شخصية الجوكر.

### التسعينات
عام 1990 أخرج نيكلوسون فيلم (The Two Jakes) وقام ببطولته ويعتبر تتمة للفيلم الشهير الحي الصيني. ولم يحقق الفيلم النجاح المطلوب.
في 1992 قدم دور الضابط الشديد في فيلم (رجال صالحون)، (A Few Good Men)، الذي يتحدث عن جريمة في مقر قوات البحرية. ويذكر مخرج الفيلم روب راينر كيف أثر أداء نيكولسون على الممثلين الآخرين خلال البروفات: «كان لي الحظ بوجود جاك نيكولسون معي، هو يعرف ما يفعله، كان يأتي في كل مرة بكامل قدراته ليؤدي! وهذا يجعل باقي الممثلين يقولون لأنفسهم:» أووه، علي أن أؤدي بكل جهدي لأن هذا الرجل قادم بكل جهده! لا يمكنني أن أتخاذل، يجب أن أضاهي أداءه«. كان نيكولسون ضابط الإيقاع».
في نفس العام قدم أيضا فيلمين، أحدهما فيلم سيرة وجريمة (هوفا) من إخراج وتمثيل زميله داني ديفيتو، وفيلم كوميدي (مصاعب الرجل) وهو خامس فيلم له مع المخرج بوب رافلسون. لم يحقق الفيلمان أي نجاح ورشح نيكلسون عن دوريه لجائزة التوتة الذهبية لأسوأ ممثل.
في 1994 قدم فيلم رعب ذي ميزانية ضخمة (ذئب)، (Wolf) مع المخرج مايك نيكولز الذي حقق نجاحا تجاريا ورشح لجائزة زحل. ثم قدم عام 1995 (The Crossing Guard) وهو فيلم مستقل للمخرج شون بن. فشل الفيلم تجاريا وقت صدوره. ثم عاد للعمل مع مخرج باتمان تيم برتون عام 1996 في فيلم (هجوم المريخ!). وفيلم (دم ونبيذ)، (Blood and Wine) مع الممثل مايكل كين.
في عام 1997 قدم أحد أشهر أدواره في الفيلم الرومانسي الكوميدي (أفضل ما يمكن حصوله) مرة أخرى مع المخرج جيمس بروكس. فاز نيكلسون بأوسكاره الثالث، جائزة أفضل ممثل إضافة إلى جائزة غولدن غلوب، لأدائه شخصية الروائي المعقد المصاب بالوسواس القهري. ثم توقف نيكلسون عن التمثيل أربع سنوات.

### الألفينيات
لعب نيكلسون في فيلم «عن شميدت» في عام 2002 دور أكتواري متقاعد في أوماها (نبراسكا)، يبدأ بالتشكيك في حياته بعد وفاة زوجته. أكسبه أداؤه الجيد ترشيحًا لجائزة أوسكار عن فئة أفضل ممثل. أما في فيلم «إدارة الغضب»، لعب دور معالج نفسي عدوانيّ عُيِّن لمعالجة رجل مسالم (آدم ساندلر). في عام 2003، لعب نيكلسون دور البطولة في فيلم «يجب إعطاء شيء ما»، وكان رجلًا مسنًا مستهترًا يقع في غرام أم حبيبته الصغيرة (ديان كيتون). في أواخر عام 2006، احتفل نيكلسون بعودته إلى التمثيل بصفته فرانك كوستيلو، رئيس مافيا إيرلندية في بوسطن، اعتمادًا على قصة المجرم وايتي بولغر الذي كان هاربًا في ذلك الوقت، إلى جانب مات ديمون وليوناردو دي كابريو في فيلم مارتن سكورسيزي «المغادرون» الحائز على جائزة الأوسكار، وهو إعادة صنع للفيلم الصيني «شؤون جهنمية» للمخرج أندرو لاو. حصل الدور الذي لعبه نيكلسون على المديح من قبل النقاد في جميع أنحاء العالم، إلى جانب العديد من الجوائز والترشيحات، بما في ذلك الترشيح لجائزة الغولدن غلوب لأفضل ممثل مساعد.
شارك نيكلسون مع مورغان فريمان في عام 2007 في فيلم «قائمة الدلو» للمخرج روب راينر. لعب نيكلسون وفريمان دور رجال مُقبلين على الموت بعد أن حققوا قائمة أهدافهم في الحياة. زار نيكلسون مستشفى في لوس أنجلوس أثناء التحضير للدور، لمعرفة كيف تعامل مرضى السرطان مع مرضهم.

### العقد الأول من الألفينيات
كانت عودة نيكلسون التالية في دور ممثل مساعد كأب ل بول رود في فيلم «كيف تعرف» لمخرجه جيمس بروكس وهو مخرج أفلام مثل: «شروط إظهار العاطفة» و«أخبار الإذاعة» و«أفضل ما يمكن حدوثه.»
انتشر على نطاق واسع في السنوات التالية أن نيكلسون تقاعد من التمثيل نتيجة إصابته بفقدان الذاكرة، ولكن نُشرت مقالة في مجلة فانيتي فير في سبتمبر من عام 2013، أوضح فيها نيكلسون أنه لا يعتبر نفسه متقاعدًا، بل إنه أصبح الآن ذو دافع أقل للتواجد في الوسط الفني.
ظهر نيكلسون في 15 فبراير من عام 2015، بشكل خاص كمقدم في برنامج ساترداي نايت لايف للاحتفال بالذكرى الأربعين لتأسيسه. وبعد وفاة الملاكم محمد علي في 3 يونيو 2016، ظهر نيكلسون على قناة إتش بي أو في برنامج  لعبة القتال مع جيم لامبلي لإجراء مقابلة حصرية حول صداقته مع علي.
أُعلن في فبراير من عام 2017، أن نيكلسون سوف يلعب دور البطولة مع كريستين ويج في النسخة الناطقة باللغة الإنجليزية من الفيلم الألماني «توني إيردمان»، وكان سيعتبر أول دور له في فيلم روائي طويل منذ «كيف تعرف»، لكنه انسحب من المشروع في 20 أغسطس 2018.

## التأثير
وصف نيكلسون مارلون براندو بأنه صاحب تأثير كبير على مسيرته المهنية، وصرّح قائلًا: «الممثلون لا يتناقشون عادةً حول من هو أفضل ممثل في العالم، لأن الأمر واضح — براندو هو الأفضل.» كما ذكر أن جون فورد، وأكيرا كوروساوا، وأورسن ويلز هم مخرجوه المفضلون. 
من الممثلين الذين أشاروا إلى نيكلسون كأحد مصادر إلهامهم ليوناردو دي كابريو،  وألدن إرينيرك،  ومورغان فريمان. 

## حياته الشخصية

### العلاقات والأطفال
كان زواج نيكلسون الوحيد هو من ساندرا نايت، من 17 يونيو 1962 إلى 8 أغسطس 1968؛ وكانا قد انفصلا لمدة عامين قبل الطلاق، لديهما ابنة واحدة، جنيفر (مواليد 16 سبتمبر 1963).
زعمت الممثلة سوزان آنسباش أن ابنها كاليب جودارد (من مواليد 26 سبتمبر 1970)، هو ابن نيكلسون. صرح نيكلسون في عام 1984، أنه لم يكن مقتنعا بأنه والد كاليب؛ ومع ذلك، صرح كاليب في عام 1996، بأن نيكلسون قد اعترف بأبوته له. قدم نيكلسون في مرحلة ما بين عامي 1988 و 1994، مساعدة مالية ليلتحق كاليب بالجامعة، وأشارت آنسباش في مجلة نيويورك تايمز إلى كاليب بأنه «ابنها، ووالده جاك نيكلسون».
أقام نيكلسون علاقة متكررة مع الممثلة أنجيليكا هيوستن في الفترة ما بين أبريل 1973 ويناير 1990، بالإضافة إلى نساء أخريات، ومنهم عارضة الأزياء الدنماركية ويني هولمان.

## أعماله
|  | رشح الدور لجائزة الأوسكار |
|  | فاز الدور بجائزة الأوسكار |

### أفلام فترة الستينات
| السنة | العنوان بالإنجليزية              | العنوان بالعربية          | الدور                |
| ----- | -------------------------------- | ------------------------- | -------------------- |
| 1958  | The cry Baby Killer              | صرخة قاتل الطفل           | جيمى واليس           |
| 1960  | Too Soon to Love                 | قريب جدا من الحب          | بودى                 |
| 1960  | The Wild Ride                    | رحلة برية                 | جون فارون            |
| 1960  | The Little Shop of Horrors       | متجر الرعب الصغير         | ويلبور فورس          |
| 1962  | The Broken Land                  | الأرض المكسورة            | ويل بروسيوس          |
| 1963  | The Raven                        | الغراب                    | ريكسفورد بيدرو       |
| 1963  | The Terror                       | الارهاب                   | أندريه دوفالييه      |
| 1964  | Flight to Fury                   | رحلة إلى الغضب            | جاى ويكهام           |
| 1964  | Back Door to Hell                | الباب الخلفى للجحيم       | بيرنيت               |
| 1964  | Ensign Pulver                    | شارة بوليفر               | دولان                |
| 1965  | Ride in the Whirlwind            | ركوب الخيل في الزوبعة     | ويس                  |
| 1966  | The Shooting                     | اطلاق النار               | بيلى سبيير           |
| 1967  | The St. Valentine's Day Massacre | مذبحة عيد الحب            | جينو                 |
| 1967  | Hells Angels on Wheels           | ملائكة الجحيم على العجلات | بويت                 |
| 1968  | Psych-Out                        | جنون                      | ستونى                |
| 1968  | Head                             | الرأس                     | نفسه (مشهد واحد فقط) |
| 1969  | Easy Rider                       | السائق البسيط             | جورج هانسون          |

### أفلام فترة السبعينات
| السنة | العنوان بالإنجليزية                | العنوان بالعربية                | الدور           |
| ----- | ---------------------------------- | ------------------------------- | --------------- |
| 1970  | On A Clear Day You Can See Forever | في يوم صافى تستطيع الرؤية للأبد | تاد برينجيل     |
| 1970  | The Rebel Rousers                  | الثائر المحرض                   | بينى            |
| 1970  | Five Easy Pieces                   | خمس قطع سهلة                    | روبرت           |
| 1971  | Carnal Knowledge                   | المعرفة الجسدية                 | جونثان فورست    |
| 1971  | A Safe Place                       | مكان آمن                        | ميتش            |
| 1972  | The King of Marvin Gardens         | ملك حداذق مارفن                 | ديفيد ستيبلير   |
| 1973  | The Last Detail                    | آخر التفاصيل                    | بيلى            |
| 1974  | Chinatown                          | الحى الصينى                     | جاك             |
| 1975  | The Passenger                      | المسافر                         | ديفيد لوك       |
| 1975  | The Fortune                        | الثروة                          | أوسكار سوليفار  |
| 1975  | One Flew Over the Cuckoo's Nest    | أحدهم طار فوق عش الوقواق        | رانديل ماكمارفى |
| 1975  | Tommy                              | تومى                            | المتخصص         |
| 1976  | The Missouri Breaks                | فواصل ميسورى                    | توم لوجان       |
| 1976  | The Last Tycoon                    | آخر عملاق                       | برايمير         |
| 1978  | Goin' South                        | ذاهب للجنوب                     | هنرى لينود مون  |

### أفلام فترة الثمانينات
| السنة | العنوان بالإنجليزية            | العنوان بالعربية            | الدور             |
| ----- | ------------------------------ | --------------------------- | ----------------- |
| 1980  | The Shining                    | البريق                      | جاك تورانك        |
| 1981  | The Postman Always Rings Twice | ساعى البريد دائما يرن مرتين | فرانك شامبيرز     |
| 1981  | Ragtime                        | وقت الموسيقى                | قرصان الشاطئ      |
| 1981  | Reds                           | الأحمرات                    | أونيل             |
| 1982  | The Border                     | على الحدود                  | شارل سميث         |
| 1983  | Terms of Endearment            | شروط إظهار العاطفة          | كاريد بريدلوف     |
| 1985  | Prizzi's Honor                 | احترام برايز                | شارلى بارتانا     |
| 1986  | Heartburn                      | حرقة في المعدة              | مارك فورمان       |
| 1987  | The Witches of Eastwick        | سحرة إستويك                 | درايل فان هورن    |
| 1987  | Broadcast News                 | بث الأخبار                  | بيل روريش         |
| 1987  | Ironweed                       | العشب الحديدي               | فرانسيس فيلان     |
| 1989  | Batman                         | الرجل الوطواط               | جاك نابر - الجوكر |

### أفلام فترة التسعينات
| السنة | العنوان بالإنجليزية | العنوان بالعربية   | الدور                         |
| ----- | ------------------- | ------------------ | ----------------------------- |
| 1990  | The Two Jakes       | جاك وجاك           | جاك جيتس                      |
| 1992  | Man Trouble         | مشكلة رجل          | يوجين إيرل إكسلاين - هاري بلس |
| 1992  | A Few Good Men      | بضعة رجال طيبون    | العقيد ناثان جيسوب            |
| 1992  | Hoffa               | هوفا               | جيمي هوفا                     |
| 1994  | Wolf                | ذئب                | ويل راندل                     |
| 1995  | The Crossing Guard  | حارس العبور        | فريدي جيل                     |
| 1996  | Blood and Wine      | دم ونبيذ           | أليكس جيتس                    |
| 1996  | The Evening Star    | نجمة المساء        | جاريت بريدلوف                 |
| 1996  | Mars Attacks        | هجوم المريخ!       | الرئيس جيمس ديل - آرت لاند    |
| 1997  | As Good as It Gets  | أفضل ما يمكن حصوله | ميلفن يودال                   |

### أفلام فترة الألفية
| السنة | العنوان بالإنجليزية    | العنوان بالعربية | الدور             |
| ----- | ---------------------- | ---------------- | ----------------- |
| 2001  | The Pledge             | التعهد           | جيري بلاك         |
| 2002  | About Schmidt          | عن شميدت         | وارن شميدت        |
| 2003  | Anger Management       | إدارة الغضب      | الدكتور بادي ريدل |
| 2003  | Something's Gotta Give | لدي شيء أعطيه    | هاري سانبورن      |
| 2006  | The Departed           | المغادرون        | فرانسيس كوستيلو   |
| 2007  | The Bucket List        | قائمة الدلو      | إدوارد كول        |
| 2010  | I'm Still Here         | أنا لا أزال هنا  | نفسه              |
| 2010  | How Do You Know        | كيف تعرف         | شارلز ماديسون     |

## وصلات خارجية
- جاك نيكلسون على موقع IMDb (الإنجليزية)
- جاك نيكلسون على موقع ميتاكريتيك (الإنجليزية)
- جاك نيكلسون على موقع الموسوعة البريطانية (الإنجليزية)
- جاك نيكلسون على موقع روتن توميتوز (الإنجليزية)
- جاك نيكلسون على موقع مونزينجر (الألمانية)
- جاك نيكلسون على موقع ألو سيني (الفرنسية)
- جاك نيكلسون على موقع ميوزك برينز (الإنجليزية)
- جاك نيكلسون على موقع تيرنر كلاسيك موفيز (الإنجليزية)
- جاك نيكلسون على موقع أول موفي (الإنجليزية)
- جاك نيكلسون على موقع بوكس أوفيس موجو (الإنجليزية)